# Daubenton-Pergamentflügel-Fledermaus
Die Daubenton-Pergamentflügel-Fledermaus (Myopterus daubentonii) kommt in West- und Zentralafrika vor. Die wenig erforschte Fledermausart ist bisher nur durch 23 Exemplare bekannt, die im Senegal, in der Elfenbeinküste, im Norden der Zentralafrikanischen Republik und im Nordosten der Demokratischen Republik Kongo gefangen wurden.
Die Art ist nach dem französischen Naturforscher Louis Jean-Marie Daubenton benannt.

## Beschreibung
Die Daubenton-Pergamentflügel-Fledermaus ist eine mittelgroße Bulldoggfledermaus und erreicht eine Gesamtlänge von 10,4 bis 12 cm, wobei der Schwanz 3,7 bis 4,4 cm lang ist. Die Flügelspannweite beträgt 35 bis 38 cm, das Gewicht der Tiere liegt bei 20 bis 22 g. Weibchen sind im Durchschnitt etwas größer als Männchen. Das Haar der Tiere ist kurz (4 bis 5 mm auf der Mitte des Rückens). Auf dem Rücken ist Daubentons-Pergamentflügel-Fledermaus rotbraun oder graubraun gefärbt, meistens mit je einem weißlich oder hellgelben, breiten Streifen zu beiden Seiten der Rückenmitte. Auch der Nacken und die Kopfoberseite sind weißlich oder hellgelb. Das Bauchfell ist schmutzig weiß, cremefarben bis weißlich oder rein weiß. Die Flughaut ist am Arm weißlich und zwischen den Fingern transparent mit rötlichen Äderchen und eingeschlossenen weißlichen Fetttröpfchen. Die Flughaut zwischen den Oberschenkeln (Interfemoral-Haut) ist oben hellbraun und unten weiß. Die Haut der Unterarme, der Unterschenkel, der Finger und des Schwanzes ist rosig.
| 1 | · | 1 | · | 1 | · | 3 | = 26 |
| 1 | · | 1 | · | 2 | · | 3 | = 26 |

Der Kopf ist groß und robust, nicht abgeflacht und mit Ausnahme des Bereichs zwischen Oberlippe und Nase weitgehend haarlos. Die hoch aufgerichteten Ohren zeigen keine komplizierte Faltung. Sie bilden über dem Vorderkopf ein V und sind außen nur teilweise pigmentiert, die Innenseite ist weißlich. Der abgerundete Tragus ist im Vergleich zu dem anderer Bulldoggfledermäuse relativ groß, der Antitragus ist fast rund und hat die in etwa die gleiche Größe wie der Tragus.
Im Verbreitungsgebiet der Daubenton-Pergamentflügel-Fledermaus kommen vier weitere Bulldoggfledermäuse ohne komplizierte Ohrfaltung vor. Die Bini-Pergamentflügel-Fledermaus (Myopterus whitleyi), die Afrikanische Flachkopf-Fledermaus (Platymops setiger) und eine nicht näher bestimmte oder bisher unbeschriebene Mormopterus-Art sind jedoch deutlich kleiner und Roberts Flachkopffledermaus (Sauromys petrophilus) ist auf der Rückenseite einfarbig dunkelbraun.

## Lebensraum und Lebensweise
Die Daubenton-Pergamentflügel-Fledermaus kommt nördlich des afrikanischen Regenwaldgürtels in Savannen und in Regionen, wo sich kleine Regenwälder mosaikartig mit Savannen abwechseln, vor und ist wahrscheinlich selten. Im Nordosten der Demokratischen Republik Kongo bei Bunia wurde die Art auf Bergwiesen in einer Höhe von 1250 Metern gefangen. Die meisten bekannten Exemplare wurden in Baumhöhlen gefangen, wo sie während des Tages in kleinen Gruppen von fünf bis zehn Tieren ruhen. Über die Ernährung ist bisher nicht Genaueres bekannt. Die relativ breiten Flügelspitzen der Tiere könnten darauf hindeuten, dass sie im Vergleich zu anderen Bulldoggfledermäusen relativ langsam fliegen. Die robusten Kiefer und Zähne deuten darauf hin, dass sie auch große, hartschalige Beutetiere fressen können. Über die Fortpflanzung ist nichts bekannt.

## Systematik
Die Art wurde 1820 durch den französischen Zoologen Anselme Gaëtan Desmarest beschrieben. In der sehr variablen Art werden zwei Unterarten unterschieden, die Nominatform, M. daubentonii daubentonii, die auf den Senegal beschränkt sein soll, und M. daubentonii albatus für alle Populationen östlich des Senegal.